# FIDE Circuit 2024
Der FIDE Circuit 2024 war eine von der FIDE organisierte Wertung, über die ein Qualifikationsplatz für das Kandidatenturnier zur Schachweltmeisterschaft 2026 vergeben wurde. Schachspieler konnten über ihr Abschneiden bei von der FIDE anerkannten Turnieren Punkte erzielen. In der Regel handelte es sich aber um unabhängig organisierte Turniere, die keine direkte Verbindung zum FIDE Circuit aufwiesen. Nach dem FIDE Circuit 2023 war dies die zweite Austragung. Fabiano Caruana gewann die meisten Punkte und erstritt sich so den ersten Qualifikationsplatz für das nächste Kandidatenturnier.

## Modus

### Turniere
Die FIDE setzte keine Liste von gültigen Turnieren voraus, stattdessen konnten alle Turniere in die Wertung aufgenommen werden, sofern sie bestimmte Kriterien erfüllten. Diese Kriterien umfassten unter anderem, dass die Turniere:
- Individual-Wettbewerbe waren,
- über mindestens acht Spieler verfügten,
- über mindestens sieben Runden gespielt wurden beziehungsweise über vier Runden in einem Knockout-Format,
- einen TAR (durchschnittliche Wertung der acht höchstgewerteten Teilnehmer) von mindestens 2550 (klassisch) bzw. 2700 (Schnell- und Blitzschach) aufweisen konnten
- zwischen dem 1. Januar und 15. Dezember 2024 endeten

Darüber hinaus mussten unter dem Teilnehmerfeld mindestens drei verschiedene Schachverbände vertreten sein. Zudem durfte keiner der Verbände mehr als die Hälfte der 20 höchstgewerteten Teilnehmer stellen. Einzig nationale Meisterschaften waren von dieser Regel befreit. Als weitere Ausnahme hat zudem der Sieger der Schachweltmeisterschaft 2024 Punkte erhalten.

### Spieler
Spieler konnten maximal sieben Turnierleistungen in die Wertung einbringen, die anschließend summiert wurden. Um für den Qualifikationsplatz zum Kandidatenturnier berechtigt zu sein, mussten Spieler jedoch an mindestens fünf Turnieren teilgenommen haben. Darüber hinaus galten folgende Voraussetzungen:
- mindestens vier Turniere mit klassischer Bedenkzeit
- mindestens zwei dieser Turniere mussten mit einem Teilnehmerfeld von mindestens 50 Spielern starten
  - im Fall von nur fünf eingebrachten Turnieren reichte ein Turnier mit mindestens 50 Teilnehmern aus
- maximal zwei Turniere im Schnell- oder Blitzschach

### Punkteformel
Die Punktzahl {\displaystyle P}, die ein Spieler für eine Turnierleistung erzielte, berechnet sich wie folgt:
{\displaystyle P=B\times k\times w}
- {\displaystyle B}: Basispunkte anhand der Platzierung
- {\displaystyle k}: Turnierstärke, berechnet entsprechend der Formel {\displaystyle k=(TAR-2500)/100}
- {\displaystyle w}: Gewichtung für die Bedenkzeit
  - 1,0 für klassische Turniere
  - 0,8 für die Schnellschachweltmeisterschaft
  - 0,6 für die Blitzschachweltmeisterschaft und anderweitige Schnellschachturniere
  - 0,5 für gemischte Schnell- und Blitzschachturniere
  - 0,4 für anderweitige Blitzschachturniere

#### Basispunkte
Die Zahl der Spieler, die Punkte erhalten war abhängig von der Turnierform. Bei Rundenturnieren erhielten nur die drei Bestplatzierten (plus Punktgleiche) Punkte, bei Turnieren nach Schweizer System hingegen die acht besten Spieler. Bei K.-o.-Formaten musste mindestens die dritte Runde erreicht worden sein. Allgemeine Voraussetzung war allerdings die Platzierung in der oberen Hälfte des Turniers.
| 1.      | 2. | 3. | 4. | 5. | 6. | 7. | 8. |
| ------- | -- | -- | -- | -- | -- | -- | -- |
| 11 / 10 | 8  | 7  | 6  | 5  | 4  | 3  | 2  |

Bei Punktgleichheit mehrerer Teilnehmer berechnete sich die Zahl der Basispunkte zur Hälfte aus der durchschnittlichen Punktzahl der beteiligten Platzierungen und zur Hälfte aus der individuellen Platzierung nach Tie-Break. Im Falle eines alleinigen Sieges erhielt der Erstplatzierte 11 Basispunkte. Musste nach Tie-Break entschieden werden, entfielen 10 Punkte in die Berechnung.

#### Sonderfälle
Für das Kandidatenturnier Toronto 2024 erhielten alle beteiligten Spieler Punkte, nicht nur die Top 3. Auch die Schachweltmeisterschaft 2024 wurde für den Sieger in den FIDE Circuit aufgenommen, allerdings wurde hier statt dem TAR das abschließende Performance Rating eingesetzt.

## Tabelle
Die folgende Tabelle zeigt die oberen Platzierungen im offiziellen Endstand. Die Markierungen (M) und (Ch) zeigen die Trennung in Masters- und Challenger-Staffeln an, die Markierung (RPD/BLZ) weist darauf hin, dass es sich um ein Schnell-/Blitzschachturnier handelte.
| Pl. | Spieler               | Punkte | 1                                     | 2                                  | 3                                    | 4                                      | 5                                             | 6                                    | 7                                     |
| --- | --------------------- | ------ | ------------------------------------- | ---------------------------------- | ------------------------------------ | -------------------------------------- | --------------------------------------------- | ------------------------------------ | ------------------------------------- |
| 1   | Fabiano Caruana       | 130,42 | US Championship #1 – 25,00            | GCT Romania #1 – 21,23             | Sinquefield Cup #2 – 20,85           | US Masters #1 – 17,11                  | Saint Louis Masters T #1-2 – 16,39            | Kandidatenturnier #4 – 15,92         | GCT Croatia #1 – 13,92 (RPD/BLZ)      |
| 2   | Erigaisi Arjun        | 124,40 | WR Masters Cup #1 – 25,40             | Stepan Avagyan Memorial #1 – 19,79 | Chennai Grand Masters (M) #3 – 17,22 | Qatar Masters Open #2 – 16,62          | Open Chess Menorca #1 – 16,19                 | Shenzhen Masters #3 – 15,18          | TePe Sigeman & Co #2 – 14,00 (T #2-3) |
| 3   | Nodirbek Abdusattorov | 108,49 | Prager Schachfestival (M) #1 – 25,00  | UzChess Cup (M) #2 – 19,28         | TePe Sigeman & Co #1 – 16,21         | Qatar Masters Open #3 – 15,55          | Tata Steel (M) #3 – 14,22 (T #2-4)            | Sinquefield Cup T #3-4 – 9,12        | President Cup #5 – 9,11               |
| 4   | Alireza Firouzja      | 89,07  | Sinquefield Cup #1 – 28,67            | WR Masters Cup T #3-4 – 16,51      | GCT Romania T #2-4 – 14,70           | GCT St. Louis #1 – 14,60 (RPD/BLZ)     | Kandidatenturnier #7 – 7,35                   | Schnellschach-WM #7 – 7,24 (RPD/BLZ) |                                       |
| 5   | D. Gukesh             | 84,13  | Schachweltmeisterschaft #1 – 28,27    | Kandidatenturnier #1 – 26,94       | GCT Romania T #2-4 – 14,70           | Tata Steel (M) #2 – 14,22 (T #2-4)     |                                               |                                      |                                       |
| 6   | R. Praggnanandhaa     | 66,76  | WR Masters Cup T #3-4 – 16,51         | GCT Romania T #2-4 – 14,70         | Kandidatenturnier #5 – 12,24         | Tata Steel India #2 – 11,95 (RPD/BLZ)  | Prager Schachfestival (M) #4 – 11,36 (T #2-4) |                                      |                                       |
| 7   | Wolodar Mursin        | 63,50  | Schnellschach-WM #1 – 25,16 (RPD/BLZ) | Sharjah Masters #2 – 17,37         | Sardinia Open #3 – 11,69             | Blitzschach-WM T #5–8 – 6,00 (RPD/BLZ) | Abu Dhabi #7 – 3,15                           | Open Chess Menorca #17 – 0,13        |                                       |
| 8   | Nodirbek Yoqubboyev   | 57,40  | UzChess Cup (M) #1 – 21,55            | Abu Dhabi #1 – 14,77               | Aeroflot Open #3 – 12,14             | President Cup #6 – 8,15                | Aktobe Open #12 – 0,41 (T #7-17)              | Qatar Masters Open T #9-20 – 0,38    |                                       |
| 9   | Amin Tabatabaei       | 56,39  | Aeroflot Open #1 – 19,79              | Stepan Avagyan Memorial #3 – 10,79 | Abu Dhabi #5 – 10,34                 | Dubai Police #6 – 7,64                 | Sharjah Masters #5 – 7,45                     | Qatar Masters Open T #9-20 – 0,38    |                                       |
| 10  | Shamsiddin Vohidov    | 53,56  | Sharjah Masters #4 – 15,17            | UzChess Cup (Ch) #1 – 13,82        | President Cup #4 – 12,46             | Abu Dhabi #3 – 12,11                   |                                               |                                      |                                       |